# Luigi (album)
Luigi è il quarto album di Roberta Alloisio assieme al chitarrista genovese Armando Corsi, è dedicato al cantautore Luigi Tenco in occasione dei 50º anniversario della morteed è stato registrato poco prima della prematura scomparsa di Roberta Alloisio tra gennaio e febbraio del 2017, ed è stato pubblicato il giorno del compleanno di Tenco il 21 marzo 2018. 

## Tracce
Testi e musiche di Luigi Tenco.
1. Mi sono innamorato di te
2. Ah... l'amore l'amore
3. Se sapessi come fai
4. Ballata del marinaio
5. Un giorno dopo l'altro
6. Il tempo passò
7. Io sì
8. Un'ultima carezza
9. Angela
10. Vedrai, vedrai
11. Ti ricorderai
12. Ho capito che ti amo
13. Ciao amore, ciao
14. Luigi e gli americani

## Formazione
- Roberta Alloisio - voce
- Armando Corsi - chitarra classica